# Kamilla og tyven
Kamilla og tyven är en norsk drama- och familjefilm från 1988 regisserad av Grete Salomonsen (hennes spelfilmsdebut). Filmen bygger på boken Den vesle jenta og den store tyven av Kari Vinje. Den spelades också in på engelska och såldes till 33 länder.
I huvudrollerna syns bland annat Veronika Flåt, Dennis Storhøi, Agnete Haaland, Anne Marie Bjørtvedt, Kaare Kroppan. Detta var den första spelfilmen som Dennis Storhøi och Agnete Haaland var med i. Filmmusiken görs av Morten Harket från musikgruppen a-ha som även gör en mindre roll.
1989 kom uppföljaren Kamilla og tyven – del 2.

## Handling
Handlingen utspelar sig i Sørlandet omkring 1913. Kamilla blir föräldralös och flyttar till sin rika farbror Ole i Kristiansand. Men hans fru har inte bra hand om barn och vill skicka henne till ett internat i Danmark. Detta tycker han är hjärtlöst och han vill smuggla ut henne till storasyster Sofie som jobbar som kökshjälp på en storgård på landet. Men samtidigt blir hon mobbad och rånad. Lyckligtvis kommer Sebastian henne till undsättning, trots att han riskerar mycket, vet inte Kamilla att hennes räddare är en tjuv som är på rymmen.

## Rollista
- Veronika Flåt – Kamilla
- Dennis Storhøi – Sebastian
- Agnete Haaland – Sofie
- Anne Marie Bjørtvedt – Fru Monsen
- Kaare Kroppan – Joakim Jensen
- Morten Harket – Christoffer
- Maria del Mar del Castillo – Petra Sørgården
- Bjørn Furuborg – onkel Ole
- Alf Nordvang – herr Kåk
- Helge Nygård – Stor-Peder
- Anne Ma Usterud – Stor-Peders mor
- Kaare Zakariassen – herr Høstblad
- Trine Liene – fru Sørgaard
- Normann Liene – herr Sørgaarden
- Silje Trones Lønseth – Maren Sørgaarden
- Turid Balke – kocken
- Brith Munthe – tant Louise
- Ole Geir Feste – kusk
- Ole Moe – farfar
- Marit Østbye – hembiträde
- Knut Østrådal – Lensmannen
- Gwynn Øverland – Skolefrøken
- Eva Tønnesen – Frøken Hansen
- Sverre Wilberg – Kelner

## Mottagande
Kritikerna var i huvudsak positiva. Den fick fyra av fem i betyg av både Dagbladet, VG och Aftenposten.
Filmen blev en publiksuccé och sågs av mer än en miljon biobesökare i Norge.

## Utgivning
2005 restaurerades och utgavs filmen på DVD.